# 里奇·奧利夫
理查德·沃倫·「里奇」·奧利夫（英語：Richard Warren "Rich" Olive）；1949年12月2日—2016年6月20日），是美國的民主黨政治人物，前艾奥瓦州参议院議員。

## 生平
奧利夫於马里兰州贝塞斯达出生，曾入讀南達科塔州立大學，但後來退學到艾奧瓦州國民警衛隊服役。退役後他在斯托里市居住，並創立諾爾斯人地產（Norsemen Realty）。到1971年他和瑪麗安·特斯戴爾（Marian Tesdall）結婚，二人共有三名女兒。
2006年，他以民主黨黨籍在參議院選舉中以11,224票擊敗共和黨的對手詹姆斯·庫爾特巴赫（James Kurtenbach），當選為艾奥瓦州参议院第五選區代表議員，惟在2010年的選舉只得10,510票，敗於共和黨的羅伯特·培根。
2016年6月20日，奧利夫因癌症在斯托里市逝世，享年66歲。